# Batalla de Tagina
La batalla de Tagina, también conocida como de Taginae o Busta Gallorum, ocurrió el 1 de julio de 552 en la localidad italiana de Taginae ubicada en Gualdo Tadino cerca de Gubbio. En ella se enfrentaron las tropas del Imperio romano de Oriente bajo el mando del general Narsés y las tropas del reino ostrogodo bajo el mando de su rey Totila.
La batalla finalizó con el triunfo de Narsés y terminó con el reinado de los ostrogodos en Italia.

## Antecedentes
En el año 533 la batalla de Tricamerón significó el fin del reino Vándalo de África y la anexión del norte de África al Imperio bizantino lo que le proporcionó, al emperador Justiniano I, una excelente base de operaciones para actuar sobre Italia.
En el año 535, el asesinato por  Teodato de la reina ostrogoda  Amalasunta, hija del rey Teodorico el Grande, le dio a Justiniano el pretexto para iniciar una nueva guerra, esta vez contra los ostrogodos invadiendo Italia.
El general Belisario, vencedor de los vándalos en África inició a fines del año 535, la invasión de Sicilia. En el 536 conquistó Nápoles, lo que significó la destitución y muerte de Teodato por su propio pueblo siendo designado rey un guerrero llamado Vitiges, el que contrajo matrimonio con una nieta de Teodorico.
Vitiges, se aseguró la neutralidad de los francos entregándoles posesiones, que los godos poseían en la Galia, entre ellas Provenza, pero cometió un grave error, se retiró de Roma encargándole su defensa al papa Silverio, el que el 10 de diciembre de 536, le abrió las puertas de la ciudad a Belisario, A pesar de que había prometido defenderla. 
Vitiges, en marzo de 537, con un gran ejército puso sitio a Roma, su primera medida fue destruir los acueductos, dejando sin agua a más de un millón de romanos (otras estimaciones reducen la población en esta época a solo unas decenas de miles). En el futuro, aunque fueron reparados, nunca volvieron a funcionar como antes. 
Belisario recibió refuerzos al mando del general conocido como Juan el Sanguinario, este avanzó sobre Rímini, localidad a solo 47 kilómetros de Rávena, la capital goda. Esto hizo que Vitiges levantara el sitio de Roma y se dirigiera al norte a proteger su capital.
Justiniano, para vigilar a Belisario, que cada vez ganaba más prestigio, le envió como refuerzo al general Narsés al mando de un ejército. La existencia de tres jefes bizantinos en Italia: Belisario, Narsés y Juan el Sanguinario produjo rencillas entre ellos, las que aprovechó  Vitiges que a principios del año 539 envió a su sobrino Uraes que ocupara la ciudad de Milán. Uraes, luego de ocuparla efectuó una matanza que el historiador Procopio estimó en 300 000 personas (los historiadores actuales reducen los muertos a un máximo de 30 000; probablemente fueron muchos menos, porque si los hombres adultos fueron asesinados, en cambio los menores y las mujeres fueron esclavizados, y ellas entregadas a los burgundios). 
Ante los reclamos de Belisario por las nefastas consecuencias de la división del mando, Justiniano ordenó el regreso de Narsés a Cosntantinopla. Belisario sitió a Fiésole y Ósimo, últimas fortalezas que resistían al sur de Rávena. El año 540, Belisario conquistó Rávena apoderándose del tesoro godo el que envió a Constantinopla e hizo prisionero a Vitiges. Después de esta acción Belisario regresó a Constantinopla, llamado por el Emperador.
A los ostrogodos le quedaban aún las ciudades de Verona y Pavía. Coronaron rey a Hildibaldo el que en el 541 derrotó a los ejércitos bizantinos recuperando prácticamente todo el norte de Italia. Ese mismo año Hildibaldo fue asesinado y lo sucedió Erarico, el que a los pocos meses fue también asesinado por Totila.
Totila, elegido rey, derrotó a los ejércitos bizantinos, cruzó los Apeninos y recuperó la Italia central, tomó Nápoles y en mayo de 543 cercó Roma. Ante lo anterior, Justiniano nuevamente envió a Belisario a Italia. El 17 de diciembre de 546 Totila tomó Roma, buscó la paz con Bizancio y abandonó la ciudad para enfrentar a Juan el Sanguinario que estaba devastando Lucania. Después se retiró a Tívoli. Continuaron varios enfrentamientos indecisos entre ambos ejércitos y a principios de 549, Belisario fue llamado a Constantinopla y Totila cercó Roma por tercera vez, hasta que le fue entregada.
Justiniano envió nuevamente a Italia a su Gran Chambelán el general Narsés. En el ínterin, Totila saqueó Corfú y con 300 naves navegó a lo largo de la costa del Epiro y Dalmacia destruyendo las naves que aprovisionaban al ejército bizantino que organizaba Narsés. Además, Totila cercó el puerto de Ancona, ante lo cual Valeriano pidió ayuda a Juan que se encontraba en Salona con órdenes de no moverse de allí hasta que no llegara Narsés. Juan desobedeció la orden y se puso en movimiento con 38 buques a los que se le sumaron 12 de Valeriano con los que obtuvo la victoria en una batalla naval.
Este revés afectó  mucho a Totila, quién solicitó nuevamente la paz, solicitud que le fue rechazada una vez más por Justiniano. Negoció una alianza con el rey Teodebaldo rey de los francos. Sin embargo, los bizantinos perdieron tiempo cuando Justiniano decidió dividir la tribu de los hérulos entre los candidatos al trono Datius y Suartuas debido a la amenaza de su creciente poder, tras lo cual procedió también a una campaña de castigo contra los gépidos en el valle del Danubio.

## Movimientos previos
En la primavera de 552, Narsés inició la marcha hacia Italia por tierra con un numeroso ejército, se cree que eran 20.000 hombres entre hunos, lombardos, gépidos, hérulos y persas. Al llegar al extremo norte del mar Adriático se encontró con los francos que le cerraban el paso, pero como carecía de suficientes naves para transportar su ejército por mar continuó pegado a la costa hasta Rávena. 
En Rávena se le unieron los restos del ejército romano que quedaba allí, y luego de un descanso de nueve días avanzó hasta Rímini. Avanzó hasta Ad Ensem – Scheggia – en la cumbre del paso de los Apeninos, donde acampó pues supo que Totila se movía a su encuentro.
Totila se encontraba cerca de Roma cuando supo que Narsés había llegado a Rávena. Inmediatamente atravesó Toscana y acampó su ejército en el pueblo de Tagina – Gualdo Tadino, cerca de Gubbio - cerca de 20 kilómetros al sur de donde se encontraba Narsés.

## La batalla
Llegado a su posición, Narsés envió una embajada a Totila pidiéndole que se rindiera, este le contestó que en ocho días más se enfrentarían. Narsés sospechando que era una treta del godo, decidió iniciar el combate al día siguiente, lo que resultó acertado, pues a la mañana siguiente Totila avanzó sobre el ejército bizantino.
Narsés ocupó una colina con 50 arqueros, colina que representaba gran importancia estratégica, pues resguardaba el flanco izquierdo de su ejército. Totila esperaba la llegada de refuerzos, unos 2.000 efectivos de caballería.
El ejército de Narsés se desplegó en forma de arco, con la infantería en el centro. La caballería de los lombardos y hérulos se dispuso detrás de los arqueros. Totila formó a sus jinetes en el frente, con la infantería agrupada detrás de ellos.
Narsés dejó la iniciativa a Totila, pero el ataque se atrasó mucho porque los refuerzos godos llegaron hacia el mediodía. Antes, para hacer tiempo, Totila llevó a cabo una exhibición de sus dotes ecuestres luciendo una espléndida armadura ante las filas de ambos ejércitos.
Cuando llegaron los refuerzos godos, los bizantinos estaban  almorzando. Totila mandó cargar a su ejército en el centro, esperando, al parecer, que la energía del envite derrumbase a las fuerzas de Narsés, pero Narsés era un general muy hábil. Movió a sus arqueros hacia adelante de modo que la caballería goda recibiera un aluvión mortal de flechas desde los dos flancos. Las bajas de Totila fueron terribles. Entonces, como el ejército ostrogodo continuaba luchando con ímpetu, Narsés desplazó a su caballería para atacarle por los lados.
A primera hora de la tarde, el ejército ostrogodo estaba totalmente desorganizado y Narsés lanzó un ataque general. Las líneas ostrogodas perdieron la cohesión y sus tropas se dispersaron. Los ostrogodos sufrieron un total de 6.000 muertos, incluyendo al rey Totila.

## Consecuencias
Narsés emprendió la tarea de exterminar a los godos supervivientes, que habían proclamado como su rey a Teias. Narsés ocupó Roma y luego acorraló a Teias en Sarno, no lejos del Vesubio. Después de dos meses, Teias se retiró hacia el Monte Lettere, lugar en que se libró una batalla en la que murió Teias. Se convino una capitulación en la que el resto de los godos reunirían todo su dinero y abandonarían Italia para vivir libremente en el reino bárbaro que ellos escogieran.
Italia se incorporó de esta manera al Imperio romano de Oriente como exarcado, siendo Narsés exarca (gobernador) del territorio. Los ostrogodos, por su parte, jamás pudieron recuperarse después de esta batalla.